# Vilhena (geslacht)
Vilhena is een geslacht van hooiwagens uit de familie Assamiidae.
De wetenschappelijke naam Vilhena is voor het eerst geldig gepubliceerd door Lawrence in 1949.

## Soorten
Vilhena is monotypisch en omvat slechts de volgende soort:
- Vilhena delicata